# Madison de Rozario
Madison de Rozario (Perth, 24 de novembro de 1993) é uma atleta paralímpica australiana. Madison tem mielite transversa, uma doença neurológica que inflama a medula espinhal.
Defendeu as cores da Austrália disputando os Jogos Paralímpicos do Rio de Janeiro, em 2016, onde obteve duas medalhas de prata, nos oitocentos metros feminino da T53 e no revezamento quatro por quatrocentos metros da T53/54. Nas Paralimpíadas de Londres 2012, conquistou a medalha de prata no revezamento 4 x 400 metros feminino – T53/54.
Ganhou o ouro nos oitocentos metros da T53 em Tóquio 2020.

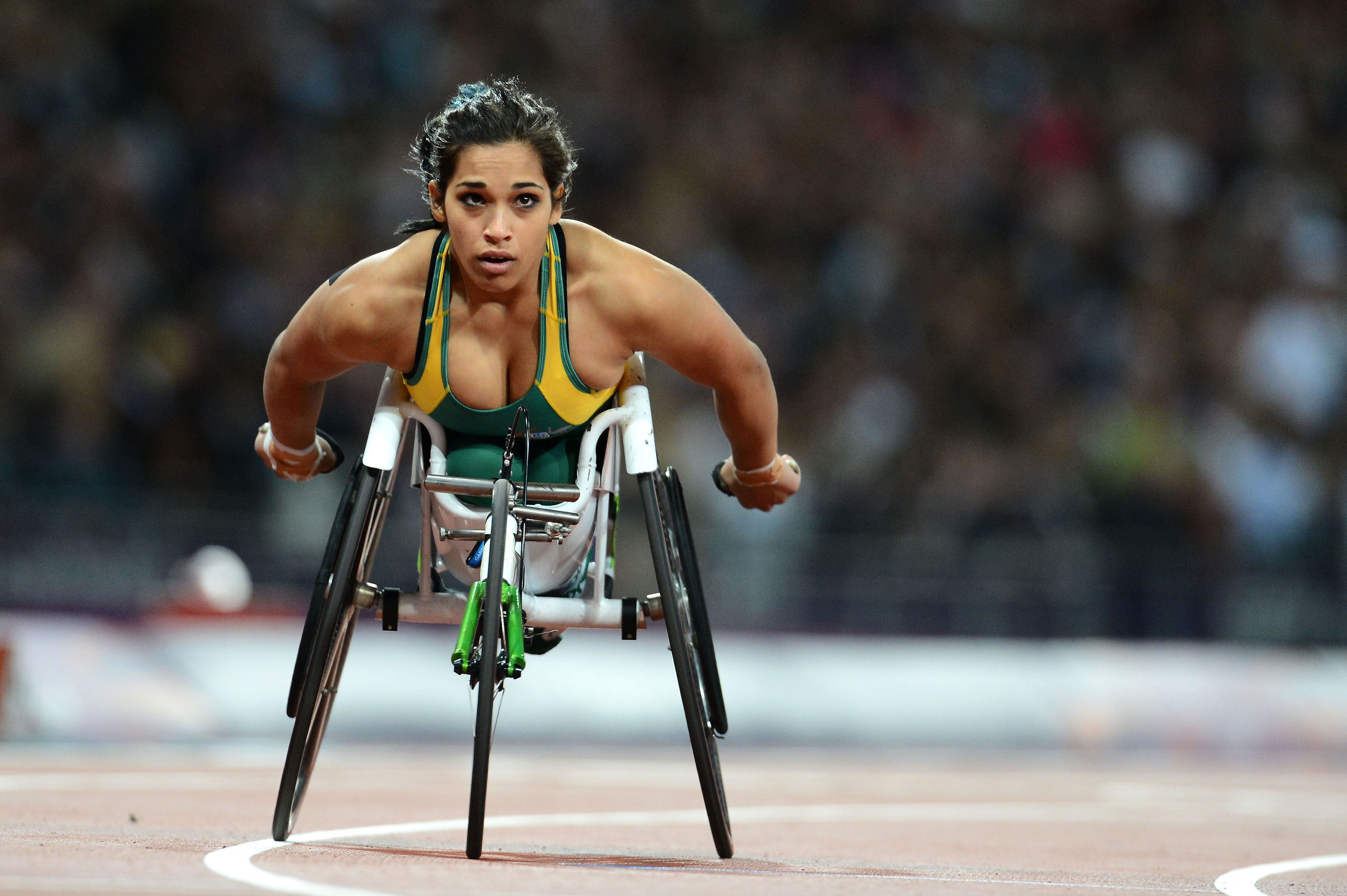
Madison de Rozario nas Paralimpíadas de Londres, em 2012.